# Ислам в Иордании
Иордания является страной c преимущественно мусульманским населением, 95 % которого исповедуют суннизм, а небольшое меньшинство исповедует шиизм.
Конституция 1952 года предоставляет свободу вероисповедания, но при этом предусматривает, что король (малик) и его преемники должны быть мусульманами и сыновьями родителей-мусульман.
К религиозным меньшинствам относятся христиане различных конфессий и еще меньше приверженцев других конфессий.